# Peter Östlund
För bordhockeyspelaren med samma namn, se Peter Östlund (bordshockeyspelare)
Peter Östlund, ursprungligen Peter Ingemarsson Östlund, född 4 januari 1951 i Uppsala, är en svensk filmfotograf och regissör. Han är utbildad på Dramatiska Institutet.

## Filmografi, foto
- "Ekerwald -bildning och lust",  Peter Östlund
- "Intore", Eric Kabera (Rwanda)
- "City of Joy"  Marius van Niekerk
- "Funk for life" (foto även Schiaffino Musarra), Peter Östlund
- "Betraktaren" (foto även Eric Börjesson och Mattias Klum), Mattias Klum
- "Tebarans testamente" (foto även Mattias Klum), Mattias Klum
- "En värld av liv" (landbilder, ej uv), Mattias Klum
- "Mitt mörka hjärta" (My Heart of darkness), Marius van Niekerk & Staffan Julén
- Den som viskar,  Maria von Heland
- Miraklet i Småland,  Carl-Johan Seth
- Sök,  Maria von Heland
- Se min värld,  Jens Bangskjær
- Kramen,  Babis Tsokas
- Fortællinger fra Grønland,  Karen Littauer
- Konsten att flagga,  Ingrid Rudefors & Peter Östlund
- Isko-Matti och kärleken,  Paul-Anders Simma
- Längs Europaväg 6,  Håkan Carlbrand
- En liten julsaga,  Åsa Sjöström & Mari Marten-Bias
- Rummet,  Håkan Carlbrandt
- Hildas extas,  Boel Amegrissi
- Nattfågelns hjärta,  Elisabeth Wennberg
- La cittá dolente,  Geir Hansteen-Jörgensen
- Tel al zaatar,  Anders Berggren & Carl Javér
- Offerstenen,  Åsa Simma
- Bilkriget,  Monica Hirsch
- Nierike,  Korda dansgrupp
- Bananbåten,  Peter Arnbert
- Schaman,  Elisabeth Wennberg
- Granskogen i våra hjärtan,  Gunila Ambjörnsson
- Förgylld morgon,  Sofia Lockwall
- Den andra stranden,  Mikael Wiström
- Sagan om pappan som bakade prinsessor,  Gunila Ambjörnsson
- Can't hear you knocking hear,  Marianne Flynner
- Drömspår,  Gunila Ambjörnsson
- Vem har sagt att allt skall vara lätt,  Antonia D Carnerud
- Utan återvändo,  Antonia D Carnerud
- Närkampen,  Mikael Wiström
- Ovanlandet,  Ylva Floreman & Peter Östlund
- Nära havet,  Håkan Wennberg
- Mjuklandning av en fabriksarbetare,  Mikael Wiström
- Smärtgränsen,  Agneta Elers Jarleman
- 2013 – Jojk – Juoigan

## Regi
- Ekerwald -bildning och lust, 2016
- Funk for life,  2012
- Konsten att flagga,  1990
- Det var väl själva fan också (2),  1996
- Rallaren,  1996
- Det var väl själva fan också (1),  1993
- Den första solens tid,  1990
- Ovanlandet,  (delregi Ylva Floreman)  1984

### Fotnoter
1. ↑  Katalog der Deutschen Nationalbibliothek, Deutsche Nationalbibliotheks katalog-id-nummer: 1061973956, läst: 26 juni 2020.[källa från Wikidata]
2. ↑  ”Peter Östlund”. Svensk Filmdatabas. http://www.sfi.se/sv/svensk-filmdatabas/Item/?type=PERSON&itemid=71847&ref=%2ftemplates%2fSwedishFilmSearchResult.aspx%3fid%3d1225%26epslanguage%3dsv%26searchword%3dpeter+%C3%B6stlund%26type%3dPerson%26match%3dBegin%26page%3d1%26prom%3dFalse. Läst 22 maj 2013.